# Семёнов, Иван Иосифович
Иван Иосифович Семёнов (21 января 1901 года, Москва — 16 марта 1968 года, Одесса) — советский военный деятель, Генерал-лейтенант (1944 год).

## Начальная биография
Иван Иосифович Семёнов родился 21 января 1901 года в Москве.

## Военная служба

### Первая мировая и гражданская войны
В феврале 1920 года был призван в ряды РККА и направлен красноармейцем в запасный полк, дислоцированный в Балашове. В мае того же года направлен на Южный фронт, где был назначен на должность командира отделения в составе запасного полка 9-й армии, дислоцированного в Краснодаре. В июле Семёнов был переведён в особый отряд, принимавший участие в боевых действиях против Улагаевского десанта и вооруженных формирований на территории Кубанской области.
В декабре 1920 года Семёнов был направлен на учёбу на 35-е Тамбовские пехотные курсы, которые вскоре были преобразованы в 16-ю Тамбовскую пехотную школу. Во время учёбы принимал участие в подавлении восстания на территории Тамбовской губернии.

### Межвоенное время
В сентябре 1923 года после окончания школы был назначен на должность командира взвода в составе 10-го полка связи, дислоцированного в Костроме, а с марта 1924 года служил в 243-м стрелковом полку (81-я стрелковая дивизия), дислоцированном в Калуге на должностях командира взвода, помощника командира и командира роты.
В феврале 1928 года был назначен на должность курсового командира Объединённой военной школы имени ВЦИК, дислоцированной в Москве. В декабре 1929 года был переведён в 19-ю стрелковую дивизию, дислоцированную в Воронеже, где исполнял должность помощника начальника штаба 57-го стрелково¬го полка, а с мая 1931 года — на должность помощника начальника 1-го отделения по разведке штаба дивизии.
В октябре 1932 года Семёнов был направлен на учёбу в Военную академию РККА имени М. В. Фрунзе, после окончания которой в мае 1936 года был направлен в штаб Белорусского военного округа, где служил на должностях помощника начальника и начальника отделения 1-го отдела, помощника начальника этого отдела. В июле 1938 года был назначен на должность начальника штаба 16-го стрелкового корпуса, дислоцированного в Минске, а в сентябре 1940 года — на должность заместителя начальника штаба — начальника оперативного отдела штаба Западного военного округа. Однако с ноября 1940 по апрель 1941 года находился в Москве и работал в группе Генерального штаба по составлению плана развёртывания войск этого округа.

### Великая Отечественная война
С началом войны Семёнов находился на прежней должности на Западном фронте и принимал участие в боевых действиях в ходе приграничного сражения, а затем в Смоленском сражении.
С 22 июля 1941 года Иван Иосифович Семёнов находился под следствием, в ходе которого было установлено, что он, будучи заместителем начальника штаба Западного фронта, «проявил преступную халатность и беспечность в деле подготовки и приведения войск округа в боевую готовность, не принял должных мер к обеспечению оперативного развертывания войск, а также не организовал оперативное управление войсками и не обеспечил бесперебойной связи с ними». Приговором Коллегии Верховного Суда СССР от 7 октября 1941 года генерал Семёнов был осужден по п. «б» ст. 193-17 УК РСФСР, приговорён к лишению свободы в ИТЛ сроком на 10 лет без поражения в политических правах, с лишением воинского звания «генерал-майор». Отбывал наказание в Северном железнодорожном спецлагере НКВД СССР. Однако 21 сентября 1942 года Постановлением Верховного Совета СССР был освобождён из заключения и направлен в распоряжение Управления кадров РККА.
В ноябре 1942 года был назначен на должность заместителя начальника штаба — начальника оперативного отдела штаба Калининского фронта, который в октябре 1943 года был преобразован в 1-й Прибалтийский. Семёнов принимал участие в разработке Духовщинско-Демидовской, Невельской и Городокской наступательных операции. По ходатайству командующего фронта в конце января 1943 года судимость с Ивана Иосифовича Семёнова была снята, а в конце февраля 1944 года был назначен на должность начальника штаба 11-й гвардейской армии, после чего участвовал в разработке операций армии по освобождению территории Белоруссии, Литвы и Восточной Пруссии, за что Семёнов был награждён орденом Суворова 2 степени.
В апреле 1945 года был назначен на должность командира 16-го гвардейского стрелкового корпуса, который принимал участие в боевых действиях в ходе Земландской наступательной операции, а также в освобождении Пиллау (Балтийск). После форсирования пролива южнее Пиллау корпус провёл операцию по очищению северной части косы Фрише-Нерунг. За отличие в этих боях генерал-лейтенант Иван Иосифович Семёнов был награждён орденом Кутузова 1 степени.

### Послевоенная карьера
В мае 1945 года Семёнов вновь был назначен на должность начальника штаба 11-й гвардейской армии, в июле — на должность начальника штаба — 1-го заместителя командующего войсками Особого военного округа, в январе 1946 года — на должность командира 16-го гвардейского стрелкового корпуса, а в августе 1949 года — на должность помощника командующего войсками Прикарпатского военного округа.
В декабре 1952 года генерал-лейтенант Семёнов был направлен на учёбу на высшие академические курсы при Высшей военной академии имени К. Е. Ворошилова, после окончания которых в августе 1953 года был назначен на должность помощника командующего войсками Одесского военного округа по строевой части.
С августа 1954 года находился в распоряжении Главного управления кадров и в октябре был назначен на должность начальника военной кафедры Одесского сельскохозяйственного института, а в июле 1957 года был прикомандирован к Генштабу для научно-исследовательской работы с сохранением должности.
Генерал-лейтенант Иван Иосифович Семёнов в июле 1959 года вышел в запас. Умер 16 марта 1968 года в Одессе. Похоронен на Втором кладбище города.
20 октября 2010 года Президиум Верховного суда Российской Федерации пересмотрел по надзорному представлению Главного военного прокурора судебное решение Военной коллегии Верховного суда СССР от 6 февраля 1942 года и отменил приговор в отношении Семёнова И. И. ввиду несоответствия выводов суда, изложенных в приговоре, фактическим обстоятельствам уголовного дела, установленным судом первой инстанции. Уголовное дело прекращено за отсутствием состава преступления, а сам генерал Семёнов был посмертно реабилитирован.

## Воинские звания
- капитан (30.12.1935);
- Майор (17.04.1938);
- Полковник (?.10.1938);
- Комбриг (04.11.1939);
- генерал-майор (4.06.1940);
- генерал-лейтенант (13.09.1944).

## Награды
- Два ордена Ленина (21.02.1945, 19.04.1945);
- Три ордена Красного Знамени (11.10.1943, 3.11.1944, …);
- Орден Кутузова 1-й степени (5.05.1945);
- Орден Суворова 2-й степени (3.07.1944);
- Медали.